# Carl Concelman

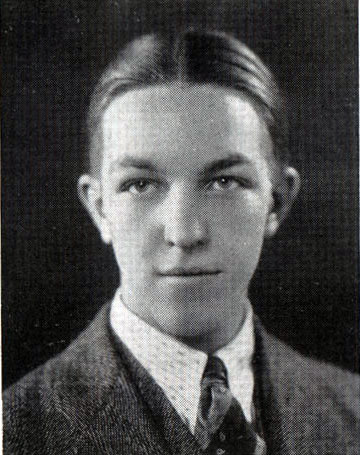
Carl Concelman, 1929

Carl W. Concelman (* 23. Dezember 1912; † August 1975) war ein US-amerikanischer Elektroingenieur. Er entwickelte mehrere koaxiale Steckverbinder für Hochfrequenzanwendungen. 
Während seiner Arbeiten für die Amphenol Corporation erfand er circa 1942 den C-Steckverbinder um Koaxialkabel zu verbinden. In Zusammenarbeit mit Paul Neill von den Bell Laboratories erfand er Ende der 1940er den BNC-Steckverbinder (Bayonet Neill Concelman), ein Steckverbinder für Koaxialkabel mit Bajonettverschluss. 
In den späten 1950er entwickelte er mit Neill gemeinsam eine Modifikation, den TNC-Steckverbinder (Threaded Neill Concelman), als eine Variante die mit einem Gewinde statt dem Bajonettverschluss gesichert wird. Durch den Gewindeverschluss verkraftet der TNC-Steckverbinder höhere Vibrationsbelastungen, wie sie unter anderem in Fahrzeugen auftreten.